# Cattive ragazze
Cattive ragazze est un film italien réalisé par Marina Ripa di Meana et sorti en 1992.
Eva Grimaldi joue le rôle d'une vedette étoile récemment divorcée qui tombe amoureuse d'un strip-teaseur.

## Fiche technique
- Titre : Cattive ragazze
- Réalisation : Marina Ripa di Meana
- Scénario : Marina Ripa di Meana
- Photographie : Sergio Rubini
- Montage : Vanio Amici
- Musique : Claudio Rego
- Producteurs : Alberto Tarallo et Achille Manzotti
- Pays d'origine :  Italie
- Langue : Italien
- Société de production : Europe Film S.r.l.
- Genre : film d'amour
- Date de sortie : 15 août 1992[1]

## Distribution
- Eva Grimaldi
- Brando Giorgi
- Burt Young
- Anita Ekberg

## Critique
La production a subi une mauvaise publicité, car elle a bénéficié du financement du Ministère des Biens et Activités culturels.
Le film est considéré par certains comme l'un des pires films jamais réalisés,. Cattive ragazze est le seul film réalisé par Marina Ripa di Meana.